# Wappen der Stadt Falkenstein/Vogtl.
Das Wappen der Stadt Falkenstein/Vogtl. ist ein Hoheitszeichen der vogtländischen Stadt Falkenstein/Vogtl. im sächsischen Vogtlandkreis.

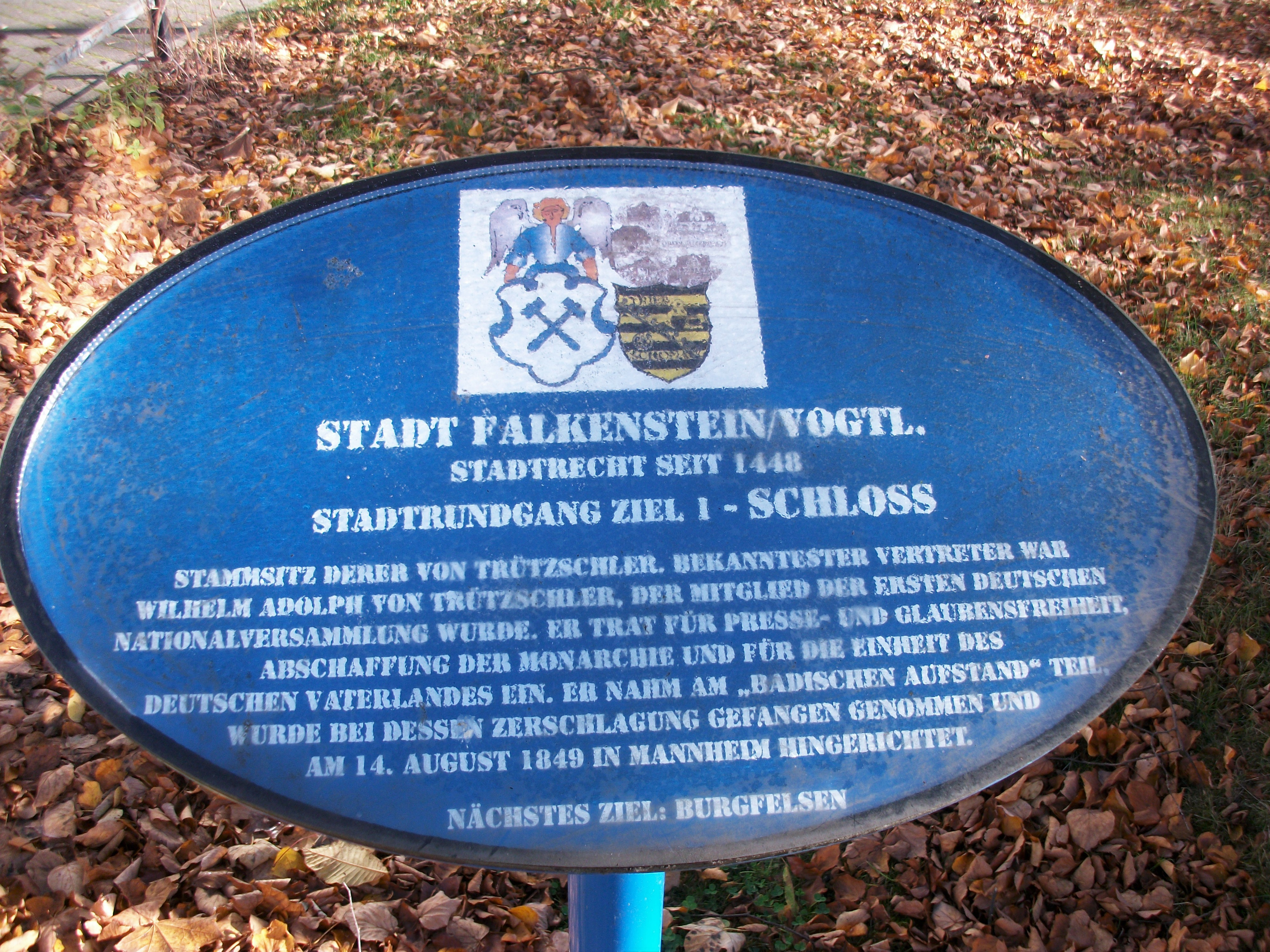
Abbildung am Falkensteiner Schloss

## Blasonierung
Die Blasonierung wird in der Hauptsatzung der Stadt wie folgt angegeben:

„Das Stadtwappen besteht aus einem Wappenschild, das von einem Bergengel getragen wird. Im Wappen befindet sich ein blauer Hammer und Bergeisen gekreuzt auf weißem Grund. Das Wappen ist blau umfasst.“

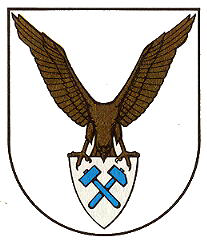
Zwischenzeitliches Wappen

## Geschichte
Das älteste Siegel der Stadt stammt aus dem 16. Jahrhundert. 1643 beschloss der Stadtrat Falkensteins ein Wappen mit Schlägel und Bergeisen in den Farben Blau und Weiß. Getragen wird das Schild schon damals von einem Engel. Dieses Wappen sollte an den Charakter der Stadt als „Freie Bergstadt“, die einzige im Vogtland, erinnern. Um 1900 wurde dieses traditionelle Wappen ersetzt. Der Engel wurde durch einen Falken als Schildträger ersetzt, was als redendes Symbol zu verstehen ist. Dieses Wappen führte Falkenstein bis 1990. Dann wurde das ursprüngliche Wappen wieder angenommen.
Tatsächlich wurde das Wappen in der Vergangenheit auch ohne Schildträger verwendet. Dann waren in silbernem Feld lediglich blauer Schlägel und Eisen gezeigt.

## Flagge und Dienstsiegel

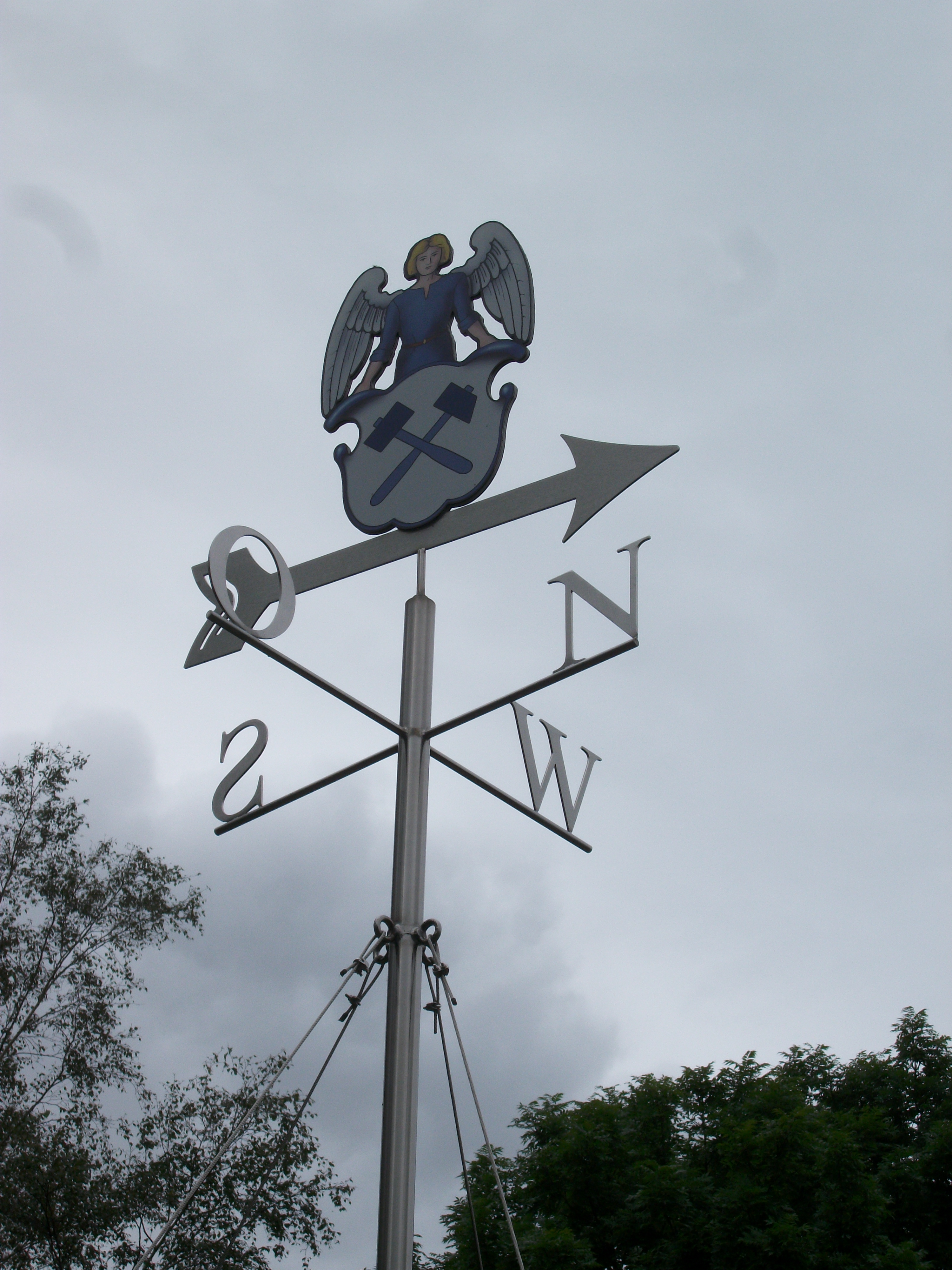
Windrichtungsgeber auf dem Lochstein mit Stadtwappen

In der Hauptsatzung der Stadt sind keine Angaben über Stadtfarben und Flagge gemacht. Tatsächlich werden aber seitens der Stadt häufig die Farben des Wappens, also Blau-Weiß, genutzt.
Das Dienstsiegel der Stadt trägt mittig das Wappen und hat die Umschrift „Stadt Falkenstein/Vogtl.“ (oben) und „Bürgermeister“ (unten). Mit der Siegelführung ist der Bürgermeister bzw. von ihm Beauftragte betraut. Die Stadt hat eine Siegelordnung.

## Belege
1. ↑  Stadt Falkenstein/Vogtl.: Hauptsatzung der Stadt Falkenstein/Vogtl. §2 (1) Hauptsatzung. 20. Dezember 2018, abgerufen am 1. Oktober 2023.
2. 1 2 3  Wappen von Falkenstein/Vogtland. 20. August 2023, abgerufen am 1. Oktober 2023 (englisch).
3. ↑  Stadt Falkenstein: Geschichte - Unsere Stadt - Startseite. Abgerufen am 1. Oktober 2023.
4. ↑  §2 (2) Hauptsatzung, Dienstsiegel auf der Hauptsatzung